# Gruppo ortogonale
In matematica, il gruppo ortogonale di grado {\displaystyle n} su un campo {\displaystyle K} è il gruppo delle matrici ortogonali {\displaystyle n\times n} a valori in {\displaystyle K}. Si indica con {\displaystyle \mathrm {O} (n,K)} o, se il campo è chiaro dal contesto, semplicemente con {\displaystyle \mathrm {O} (n)}.
Quando {\displaystyle K} è il campo dei numeri reali, il gruppo può essere interpretato come il gruppo delle isometrie dello spazio euclideo di dimensione {\displaystyle n.} Le matrici aventi determinante uguale a {\displaystyle +1} formano un sottogruppo, che si indica con {\displaystyle \mathrm {SO} (n)}, detto gruppo ortogonale speciale. Il gruppo ortogonale speciale è il gruppo delle rotazioni dello spazio.

## Definizione
Il gruppo ortogonale è un sottogruppo del gruppo generale lineare {\displaystyle \mathrm {GL} (n,K)} di tutte le matrici invertibili, definito come segue:
{\displaystyle \{Q\in \mathrm {GL} (n,K)\ |\ Q^{T}Q=QQ^{T}=I\}.}
In altre parole, è il sottogruppo formato da tutte le matrici ortogonali.
Quando il campo {\displaystyle K} non è menzionato, si sottintende che {\displaystyle K} è il campo dei numeri reali {\displaystyle \mathbb {R} }. In questa voce, parleremo soltanto del caso {\displaystyle K=\mathbb {R} }.

## Proprietà basilari
Una matrice ortogonale ha determinante {\displaystyle +1} oppure {\displaystyle -1.} Il sottoinsieme di {\displaystyle \mathrm {O} (n)} formato da tutte le matrici con determinante {\displaystyle +1} è a sua volta un sottogruppo, detto gruppo ortogonale speciale. Viene indicato con {\displaystyle \mathrm {SO} (n)}. Gli elementi di questo gruppo sono rotazioni.
Il gruppo {\displaystyle \mathrm {O} (n)} è il gruppo delle isometrie della sfera di dimensione {\displaystyle n-1.} Il sottogruppo {\displaystyle \mathrm {SO} (n)} è dato da tutte le isometrie che preservano l'orientazione della sfera.

## Topologia
Il gruppo {\displaystyle \mathrm {O} (n)} è una varietà differenziabile, e assieme alla sua struttura di gruppo forma un gruppo di Lie compatto. Non è connesso: ha infatti due componenti connesse, una delle quali è {\displaystyle \mathrm {SO} (n).}

### Dimensioni basse
- Per {\displaystyle n=1}, il gruppo {\displaystyle \mathrm {O} (1)} consta di due elementi, {\displaystyle 1} e {\displaystyle -1.}
- Per {\displaystyle n=2}, il gruppo {\displaystyle \mathrm {SO} (2)} è isomorfo al gruppo quoziente {\displaystyle \mathbb {R} /\mathbb {Z} } dove {\displaystyle \mathbb {R} } è l'insieme dei numeri reali e {\displaystyle \mathbb {Z} } il sottogruppo dei numeri interi. Questo gruppo è solitamente indicato con {\displaystyle S^{1}}, e topologicamente è una circonferenza.
- Per {\displaystyle n=3}, il gruppo {\displaystyle \mathrm {SO} (3)} è omeomorfo allo spazio proiettivo reale di dimensione 3, che si indica solitamente come {\displaystyle \mathbb {P} ^{3}(\mathbb {R} ).}

### Gruppo fondamentale
Il gruppo fondamentale di {\displaystyle \mathrm {SO} (2)} è {\displaystyle \mathbb {Z} ,} il gruppo dei numeri interi. Per ogni {\displaystyle n>2} il gruppo fondamentale di {\displaystyle \mathrm {SO} (n)} è invece {\displaystyle \mathbb {Z} /2\mathbb {Z} ,} il gruppo ciclico con due elementi. Ha quindi un rivestimento universale compatto, che viene indicato con {\displaystyle \mathrm {Spin} (n)}, e che risulta anch'esso essere un gruppo di Lie. Il gruppo {\displaystyle \mathrm {Spin} (n)} è chiamato gruppo Spin.